# Cheilanthes fragillima
Cheilanthes fragillima là một loài dương xỉ trong họ Pteridaceae. Loài này được F. Muell. mô tả khoa học đầu tiên.
Danh pháp khoa học của loài này chưa được làm sáng tỏ. 